# Phlebodium decumanum
Phlebodium decumanum là một loài thực vật có mạch trong họ Polypodiaceae. Loài này được (Willd.) J. Sm. miêu tả khoa học đầu tiên năm 1841.

## Hình ảnh

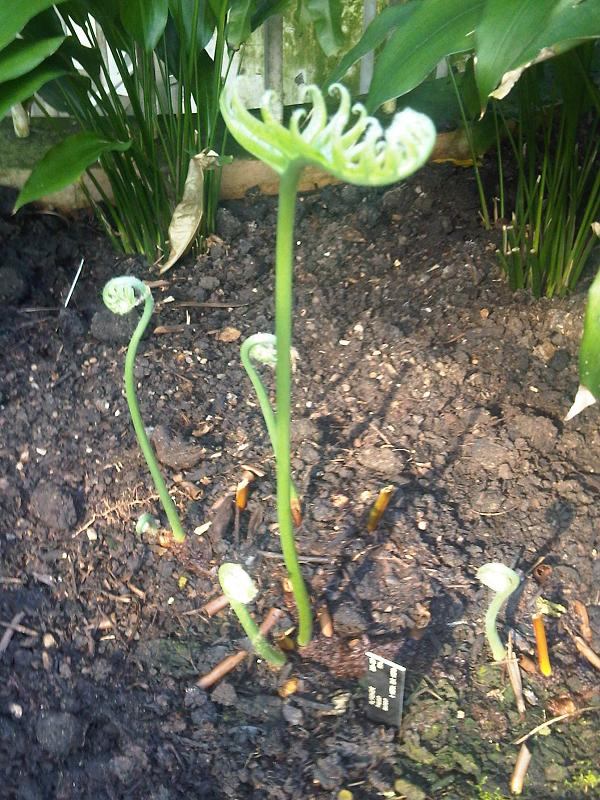
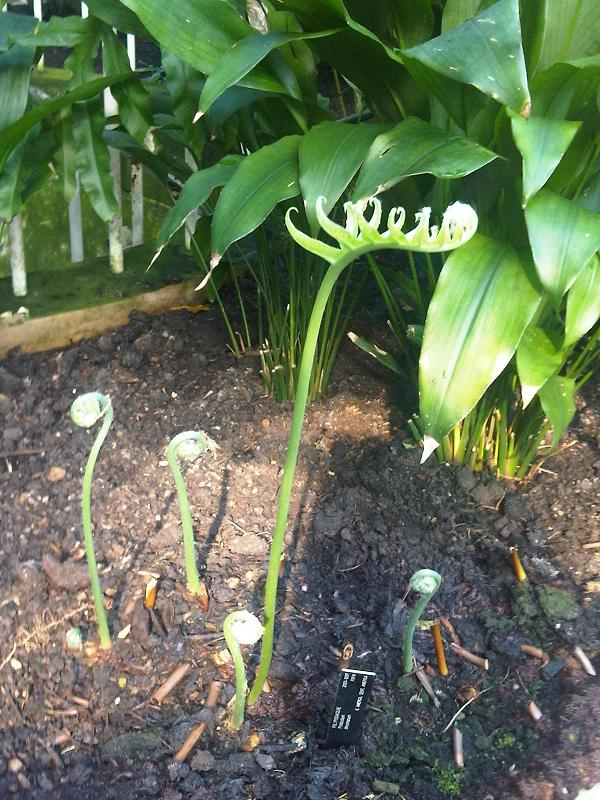
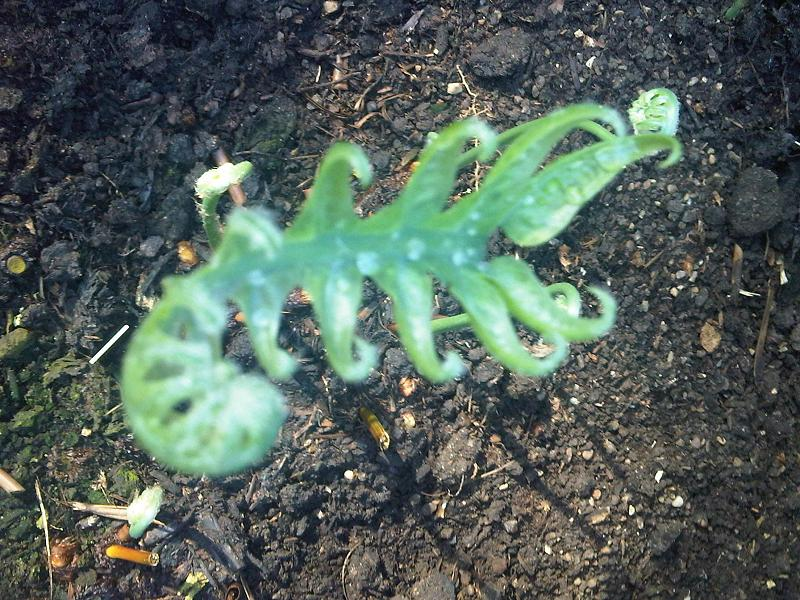